# Intel 80387

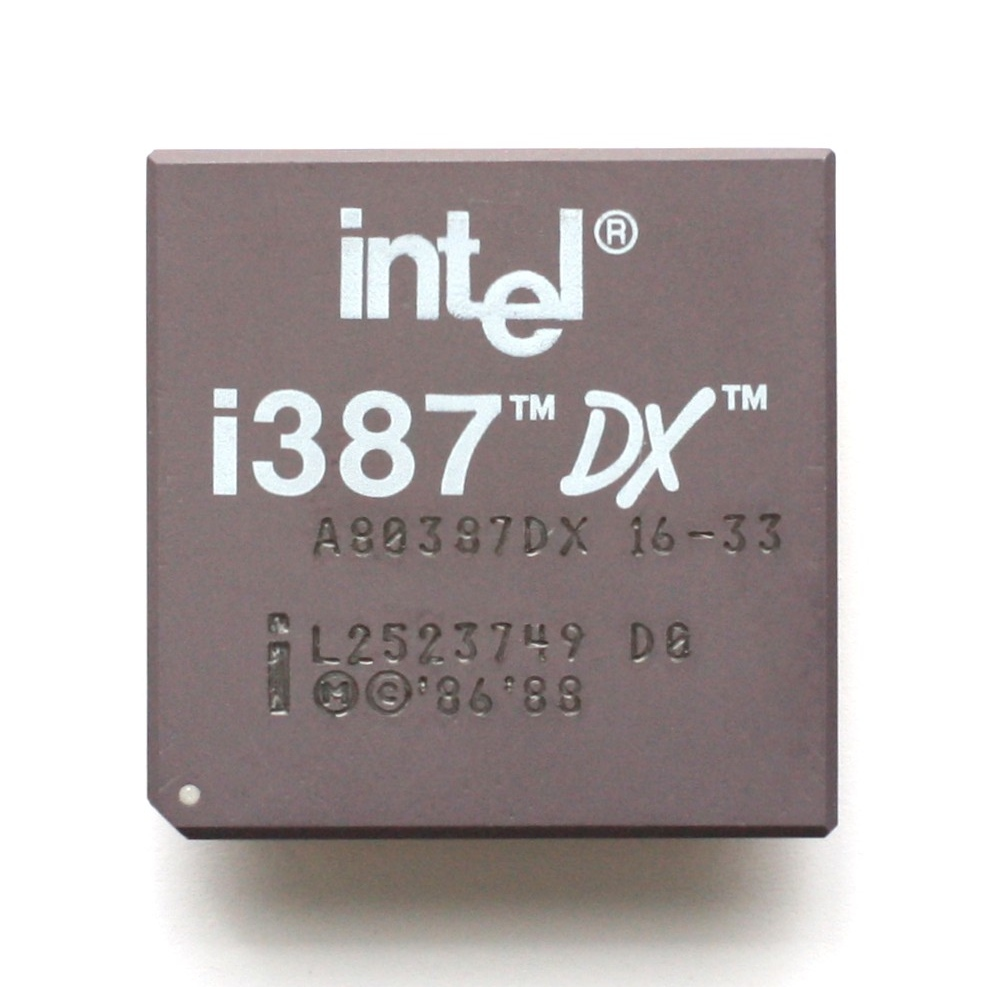
i387DX.

Az Intel 80387 (röviden 387 vagy i387) egy matematikai / numerikus társprocesszor (koprocesszor) amelyet elsősorban az Intel 80386 vagy AMD 80386 processzorokkal felszerelt számítógépekben való felhasználásra terveztek. A 80387-es processzor az alaplapon előre kialakított processzorfoglalatba helyezhető, és átveszi az x87 utasításkészletben szereplő utasítások feldolgozását, amelyek a 80386-os főprocesszorban társprocesszor nélkül megszakítást okoznak, és a megszakításokon keresztül szoftveres úton, emulációs függvénykönyvtárakkal feldolgozhatóak. A lebegőpontos utasítások hardveres feldolgozása akár több ezerszeresére is növelheti a lebegőpontos számítások sebességét.
Ez volt az első koprocesszor, amely teljesen megfelelt az IEEE 754  szabványban előírtaknak. Az i387 társprocesszor csak a 80386-os processzorral kompatibilis. Az i386SX modellhez saját külön társprocesszor készült, az Intel 80387SX jelű, amely az SX keskenyebb adatsínének megfelelő sín-interfésszel rendelkezik. A 80387-es processzort 1987-ben bocsátották ki, két évvel a 80386 megjelenése után. Az előző aritmetikai koprocesszorokkal – 80287 és 8087 – összehasonlítva, ennek a processzornak több utasítása van és működése is gyorsabb. A 80387-ben megvalósították a trigonometrikus funkciók teljes skáláját a teljes értelmezési tartományon, míg a korábbiaknál a trigonometrikus funkciók értelmezési tartománya +45 és -45 fok közötti lehetett.

## Jellemzők
A 80387-es társprocesszor több változatban készült. Két fő típusa van, a 80387DX a 80386DX processzorokkal, a 80387SX pedig a 80386SX processzorokkal működik együtt. Működési frekvenciája 16 MHz-től 33 MHz-ig terjed. Más gyártók, pl. a Chips & Technologies vagy a Cyrix, gyártottak 40 MHz órajelű modelleket is. Az 1986-os Intel i387 processzor kb. 120 000 tranzisztort tartalmaz, 7 × 7,5 mm felületű lapkán.
A társprocesszor ugyanazon az órajelen fut, mint a fő processzor és támogatja a fő processzor összes üzemmódját: a valós, védett és virtuális módokat. Míg a 80387-es teljesen tárgykód-kompatibilis a 80287 és 8087 processzorokkal, teljesítménye azokénál jobb, ami elsősorban a nagyobb órajelnek köszönhető, de az optimalizált FPU utasítások és a 32 bites adatbusz is nagyban elősegíti a teljesítménynövekedést. A processzorok PGA-68, CQFP-68 és PLCC-68 tokozásban készültek.